# Castelo de Cilgerran

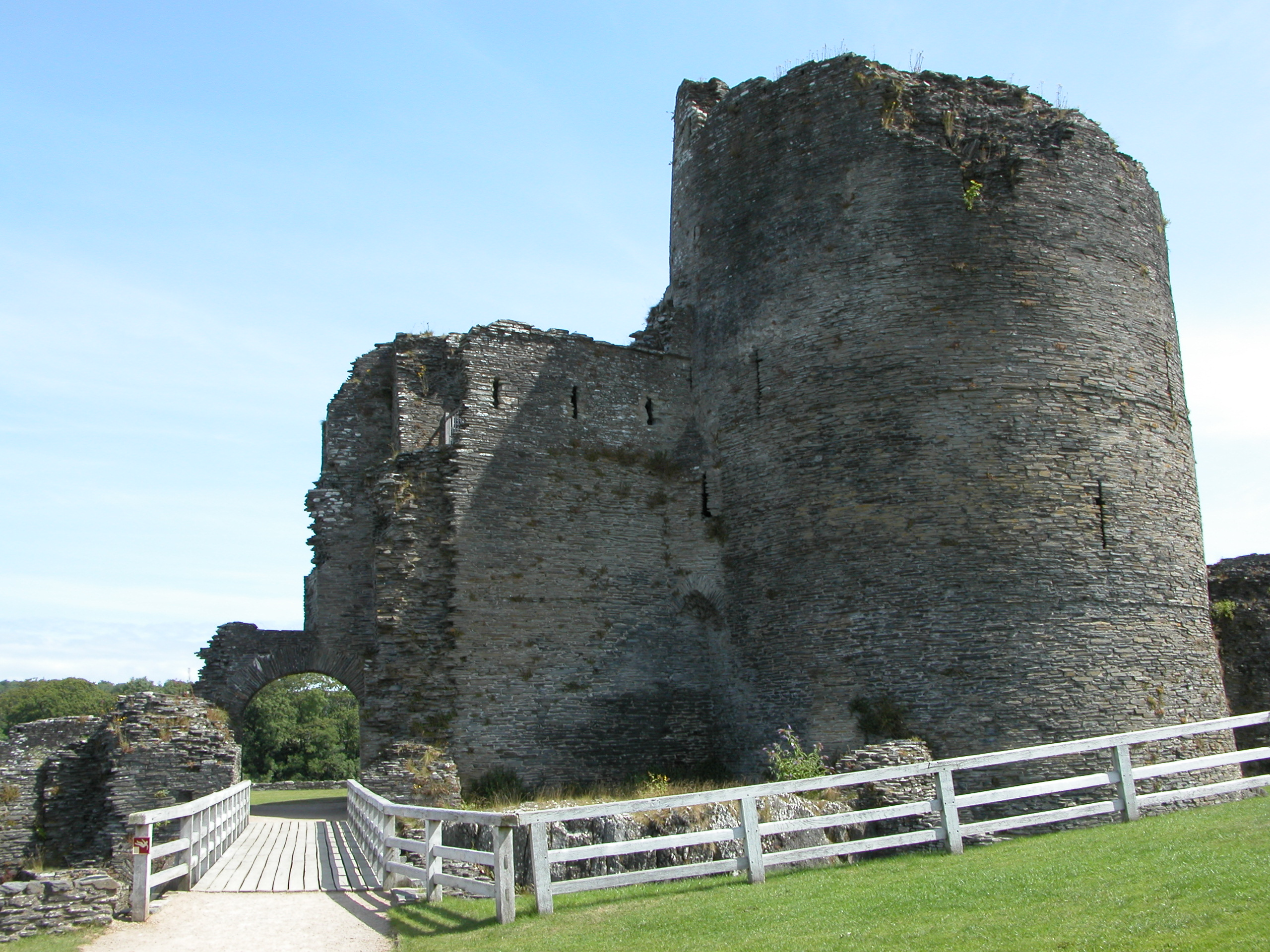
Castelo de Cilgerran, País de Gales.

O Castelo de Cilgerran (em inglês:  Cilgerran Castle) é um castelo do século XII atualmente em ruínas localizado em Cilgerran, Pembrokeshire, País de Gales.

## História
Em 1109, durante um ataque a Cilgerran, Nest, a mulher de Gerald de Windsor, foi raptada por Owain, filho do príncipe de Powys.
O castelo está em ruínas desde 1325, apesar da recuperação que foi levada a cabo em 1388-90.
Encontra-se classificado no Grau "I" do "listed building" desde 15 de abril de 1994.